# Moschea Al-Shawathna
La moschea Al-Shawathna (in arabo مسجد الشواذنة, traslietterato Masjid aš-Šawāḏana) è un luogo di culto islamico di Nizwa, in Oman, situata nella città vecchia detta Alaqr.
Fu la seconda moschea eretta nel paese (la prima è la moschea Mithmar a Samail), appena sette anni dopo l'Egira (629), e prese il nome da una tribù che era stanziata in questa zona, detta degli Shathani. A quel tempo in mihrab indicava ancora Gerusalemme, e solo anni dopo fu ricostruito verso La Mecca (qibla). Quello che si vede oggi è considerato un capolavoro dell'arte dello stucco in Oman, risalente al XVI secolo e fabbricato in malta saruj con l'inserto di bacini ceramici anche provenienti dalla Cina. La sala di preghiera è collocata al primo piano, raggiungibile da una stretta scala che porta a un cortile terrazzato, su cui si affacciano anche i locali per le abluzioni. Vi si accede da tre portali, che corrispondono ad altrettante zone longitudinali interne, scandite da pilastri. 

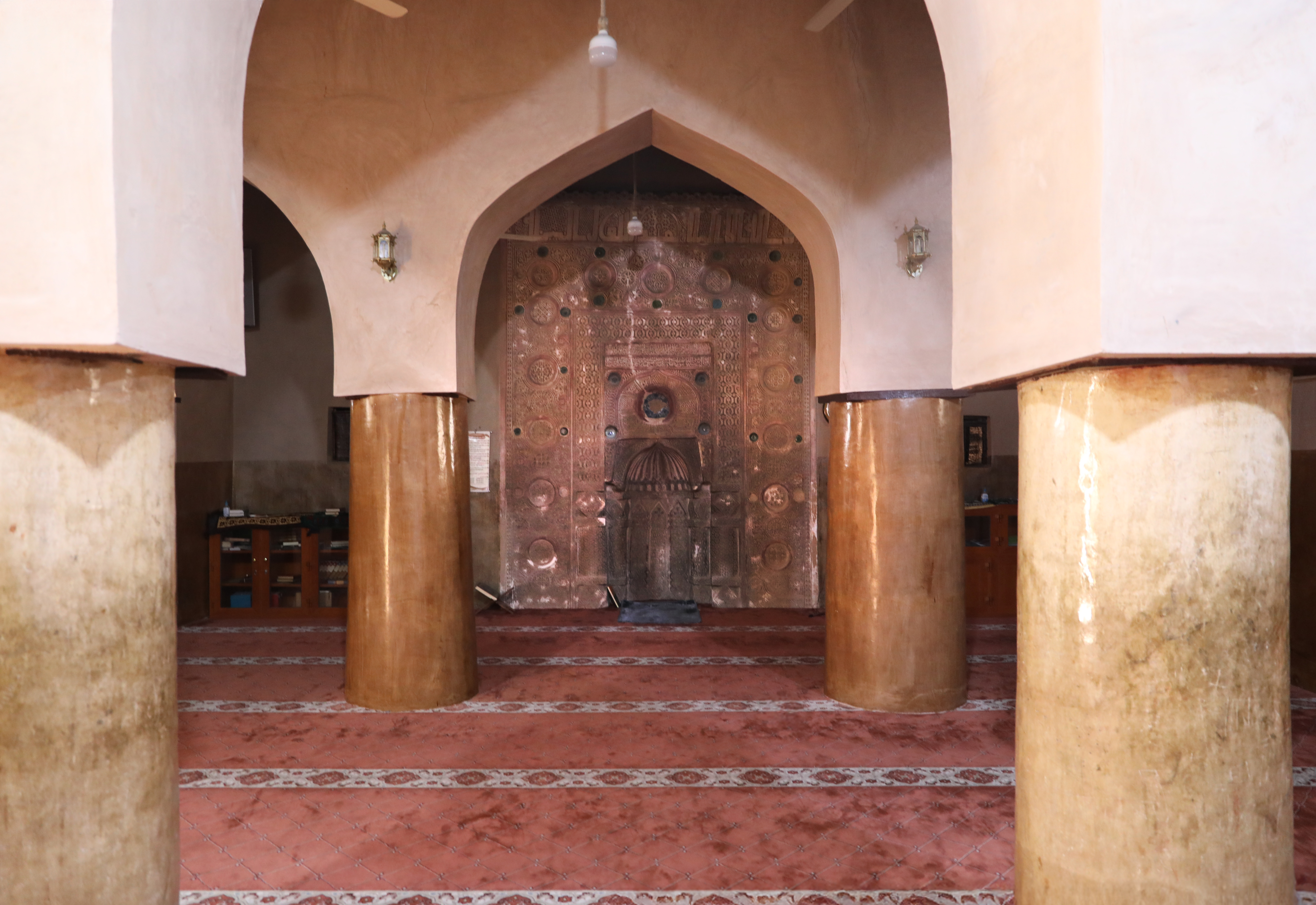
Interno
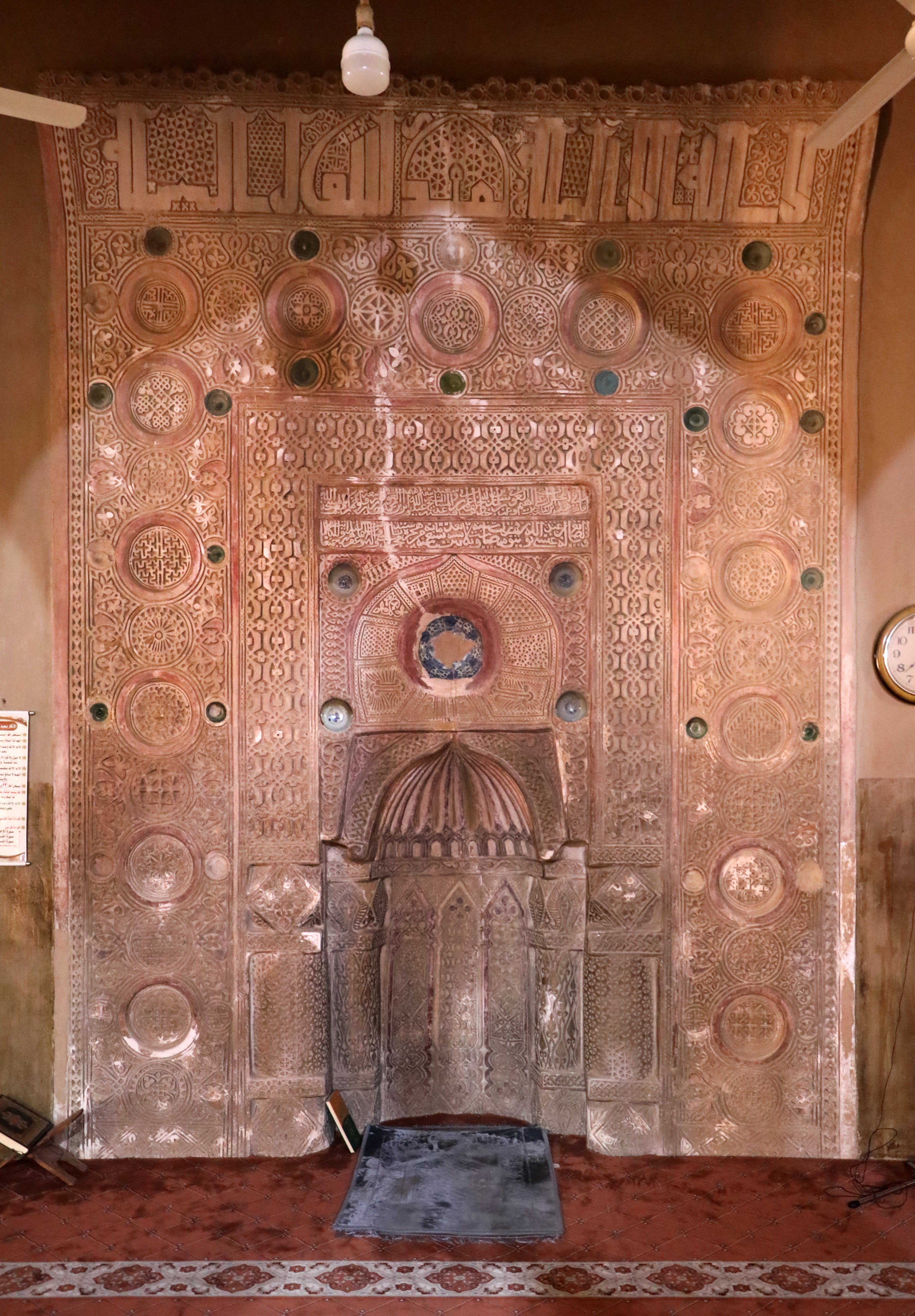
Mihrab